# 长白山保护开发区池北区特殊乡镇
长白山保护开发区池北区特殊乡镇称池北区（中国朝鲜语：／），是中华人民共和国吉林省延边朝鲜族自治州安图县下辖的一个乡镇级行政单位，实际是长白山保护开发区下辖的三个经济管理区之一。池北区的政府层级为县级。

## 行政区划
长白山保护开发区池北区特殊乡镇下辖以下地区：
站前社区、白山社区、泰安社区、三江社区、爱林社区、银河社区、昆明湖社区、高峰社区、康乐社区、光明社区、滨河社区、翠湖社区、二道村和长白山自然保护区生活区。

## 池北区管委会
隶属于长白山保护开发区管理委员会的池北区管委会具有县级政府的行政管理职能和权限。

### 相关机构[4]
- 政府机关：池北区总工会（团委、妇联）、民营经济服务局、环境保护局、住房和城乡建设局、区纪委（与区监察室为一个机构两块牌子）、国土分局、财政局、经济发展商务局、社会事务局、党群人事部。
- 事业单位：畜牧兽医管理中心、全民健身中心、房屋征收经办中心。
- 国有企业：供热供水公司、市政公司、园林绿化公司（长白松管理处）、环卫公司。